# Ritchie
Richard David Court (Beckenham, 6 de marzo de 1952), más conocido como Ritchie, es un cantautor, músico, compositor, bailarín y multinstrumentista británico-brasileño. 
Es autor de varios éxitos como «Menina veneno» (versionada en español como «Mi niña veneno»), «A Vida Tem Dessas Coisas», «Pelo interfone», «Casanova» y «Voo de Coração».

## Biografía
Nació en Beckenham, en el condado de Kent, al sur de Inglaterra. Por razones familiares, vivió en varios países como Kenia, Dinamarca, Yemen del Sur, Italia, Alemania y Escocia. Se reúne en Londres en 1972 con un grupo de brasileños, entre ellos algunos miembros de la banda Mutantes, para convencerlo de que vaya a Brasil. 
En Brasil se asienta, en principio, en São Paulo, donde reunió a la banda "Scaladácida" junto con Fabio Gasparini (guitarras), Sergio Kaffa (bajo), y Azael Rodrigues (batería). Con la disolución de la banda a finales de 1973, se muda a Río de Janeiro con su esposa, la arquitecta y diseñadora Leda Río Zuccarelli. 
En Río de Janeiro, da clases de inglés para los artistas como Paulo Moura, Egberto Gismonti y Gal Costa. Participa en varias bandas como flautista, como "A Barca do Sol", más de dos años para comenzar a trabajar como cantante en el grupo junto a Vimana Boden, Lulu Santos, Simas y Luiz Fernando Gama, y grabada por el pacto de etiquetas Zebra Som Livre , que es presentada por el sello discográfico que afirma que existe para el rock al público en Brasil. Luego la banda se deshace y prácticamente todos sus miembros inician su carrera en solitario. 
En 1983 Ritchie lanzó su primer larga duración de "Vôo de Coração", que vende más de un millón de copias, dirigida por el inmenso éxito de su hit "Mi Niña Veneno". 
A lo largo de su carrera ha publicado varios trabajos en solitario, pero el primer LP sigue siendo su álbum más exitoso. En 1993, graba "Tigres de Bengala" (junto con Vinicius Cantuaria y Claudio Zoli, entre otros). Durante la segunda mitad de los 90 trabaja como diseñador de sonido de Internet (sitios web de sonido para música y los medios digitales), de regreso con un álbum de composiciones originales en 2002, titulado "Self-Fidelity. 
Participa en el homenaje de 2003 a la banda Wet & Dry, editado en CD bajo el nombre de "Justo al horno", con la participación de varios artistas. En este álbum, Ritchie vuelve a escribir la canción "Fala" (que aparece de nuevo en 2008 como el tema del personaje de Augusto César, interpretado por el actor Joseph Mayer, la telenovela de Rede Globo A Favorita). En 2005, se une a varias estrellas de su generación y grabar el CD y DVD en vivo, "Anos 80", producido por la cadena de pago Multishow. En julio de 2009 lanzó el CD / DVD / Blu-ray "Ritchie - Do It Again" (en vivo en el estudio), un artista de producción sello independiente, Pop Songs, en asociación con Canal Digital Visom Brasil y estudios, con dirección de imágenes por el cineasta Paulo Henrique Fontenelle. Esta es la primera música en Blu-ray que se está grabando, producido, dominado, autor y fabricado en Brasil.

## Discografía
- 1983 - Vôo de Coração
- 1984 - E a Vida Continua
- 1985 - Circular
- 1985 - O Melhor de Ritchie (Coletânea)
- 1987 - Loucura e Mágica
- 1988 - Pra Ficar Contigo
- 1990 - Sexto Sentido
- 1993 - Tigres de Bengala
- 2002 - Auto-Fidelidade
- 2005 - Anos 80 - Multishow, ao vivo
- 2008 - Vôo de Coração - Edição Comemorativa de 25 Anos  (CD remasterizado em 2008)
- 2009 - Outra Vez (ao vivo no estúdio)
- 2012 - 60
- 2016 - Old Friends: The Songs of Paul Simon
- 2019 - Wild World: The Songs of Cat Stevens

## Videografía
- 2009 - Una vez más (en vivo en el estudio) (DVD y Blu-ray).

## Recopilatorios
- 1985 - O Melhor de Ritchie
- 1996 - Brilhantes (Columbia)
- 1999 - Brilhantes (Èpic Records)
- 1999 - As Melhores do Ritchie
- 2000 - 21 Grandes Sucessos Ritchie

## Colaboraciones
- 1985 - A Musica em Pessoa
- 2018 - Omindà

## Singles
- 1983 - Menina Veneno
- 1986 - Transas